# Mārtiņš Rubenis
Mārtiņš Rubenis (* 26. September 1978 in Riga) ist ein ehemaliger lettischer Rennrodler. Er gewann zwei Bronzemedaillen bei Olympischen Winterspielen und zwei Silbermedaillen bei Weltmeisterschaften. Zudem ist er in der Disziplin Mixed-Team zweifacher Europameister.

## Werdegang
Rubenis machte mit dem Sieg bei den Junioren-Weltmeisterschaften 1998 erstmals international auf sich aufmerksam. Im gleichen Jahr startete er bei den Olympischen Winterspielen 1998 in Nagano und belegte am Ende den 14. Platz. In seiner ersten Saison im Rennrodel-Weltcup 1999/2000 wurde er 18. der Gesamtwertung. Bei den Weltmeisterschaften 2000 im Schweizer St. Moritz fuhr er auf Rang 11 im Einzel und erreichte gemeinsam mit Iluta Gaile, Roberts Suharevs und Dairis Leksis Rang zehn im Mixed-Team-Wettbewerb. Ein Jahr später in Calgary fuhr er nur auf Rang 29. Auch im Weltcup kam er nicht über den 25. Gesamtrang hinaus. Bei den Olympischen Winterspielen 2002 in Salt Lake City stürzte Rubenis im Einzel und kam damit nicht in die Wertung. Im Weltcup konnte er seine Leistungen in der Folge deutlich steigern. Bei den Weltmeisterschaften 2003 auf seiner Heimbahn in Sigulda gewann er im Einsitzer sowie gemeinsam mit Anna Orlova, Zigmars Berkolds und Sandris Bērziņš im Mixed-Team die Silbermedaille. Die Saison 2002/03 beendete er jedoch lediglich auf Rang 34 der Gesamtwertung. Dies blieb in der Folge seine schwächste Platzierung. Im folgenden Jahr wurde er bereits 18.
Bei den Olympischen Winterspielen 2006 in Turin gewann Rubenis überraschend die Bronzemedaille hinter Armin Zöggeler und Albert Demtschenko. Damit gewann er die erste olympische Medaille für das souveräne Lettland. Auch im Weltcup war er in der Saison 2005/06 erfolgreich und wurde 11. der Gesamtwertung. Nach diesen Erfolgen wurde er zu Lettlands Sportler des Jahres gewählt. Die folgende Saison 2006/07 wurde mit Rang sechs in der Gesamtwertung für Rubenis die erfolgreichste Saison seiner Karriere. Bei den Weltmeisterschaften 2007 in Innsbruck fuhr er auf Rang sieben im Einsitzer. Im Mixed-Team wurde er mit seinen Teamkollegen Sechster.
Ein Jahr später gewann er mit dem Mixed-Team bei den Europameisterschaften 2008 in Cesana den Titel. Diesen Erfolg wiederholte die Mannschaft bei den Europameisterschaften 2010 in Sigulda. Bei den Weltmeisterschaften 2011 in Cesana wurde Rubenis Elfter im Einsitzer. In Altenberg 2012 und Whistler 2013 erreichte er die Plätze 19 und 12. In den Wintern 2012/13 und 2013/14 erreichte im Gesamtweltcup noch einmal mit den Plätzen 14 und 13 zwei Top-20-Platzierungen.
Bei den Olympischen Winterspielen 2014 in Sotschi gewann Rubenis gemeinsam mit Elīza Tīruma und dem Doppelsitzer Andris und Juris Šics im Mixed-Team seine zweite olympische Bronzemedaille. Nach dem Ende der Saison 2013/14 beendete er seine aktive Karriere.

## Erfolge

### Weltcupsiege
Teamstaffel
| Nr. | Datum         | Ort     | Bahn                                              |
| --- | ------------- | ------- | ------------------------------------------------- |
| 1.  | 26. Nov. 2005 | Sigulda | Rennrodel- und Bobbahn Sigulda                    |
| 2.  | 9. Dez. 2006  | Calgary | Bob- und Rennschlittenbahn im Canada Olympic Park |

## Privates
Rubenis ist als DJ aktiv in der Värka Kru. Rubenis ist geschieden und seit 2015 mit dem Model Eva Kokoreviča liiert, und seit 2016 verheiratet.

## Auszeichnungen
2014 wurde Rubenis mit dem Lettischen Verdienstkreuz ausgezeichnet.